# Virginia Hey
Virginia Hey (Sydney, 19 juni 1952) is een Australische actrice. Ze is vooral bekend door haar rollen van  Pa'u Zotoh Zhaan in de televisieserie Farscape en de krijgervrouw in de film Mad Max 2.
Hey begon haar carrière als fotomodel in 1970 terwijl ze nog fotografie studeerde. Hey verscheen op verschillende tijdschriftcovers en begon haar acteercarrière in televisiereclames, televisiedrama's en films in Australië en het Verenigd Koninkrijk.
Haar eerste filmrol was die van de krijgervrouw in Mad Max 2 (1981). Ze was ook te zien als de vriendin van generaal Poesjkin in de Bondfilm The Living Daylights (1987). Ze is echter vooral bekend om haar rol als de buitenaardse priesteres met de blauwe huid Zotoh Zhaan in de sciencefictionserie Farscape, waarvoor ze door de Saturn Awards werd genomineerd voor "beste vrouwelijke bijrol". Ze verliet de serie in het derde seizoen om gezondheids- en persoonlijke redenen: de prothetische make-up die ze over haar hoofd en borst droeg om Zhaans uiterlijk te bereiken en de stress van de lange opnamedagen veroorzaakten nierproblemen, wat vervolgens leidde tot een verslechtering van haar gezondheid, en ze was het zat om haar hoofd en wenkbrauwen te moeten scheren voor de rol.
Ze speelde ook in verschillende Australische soapseries, waaronder Prisoner (Cell Block H), Neighbours, E Street, Pacific Drive en Home and Away.
Hey was begin jaren zeventig een paar maanden getrouwd. In de jaren negentig volgde ze een opleiding natuurgeneeskunde.
- Biblioteca Nacional de España: XX5220567
- International Standard Name Identifier: 0000 0000 4907 2604
- Library of Congress Control Number: no2005069140
- MusicBrainz: 3a5ac293-86bb-482b-bd85-fc751790b637
- Virtual International Authority File: 41575684
- WorldCat: E39PBJy4dVFmd8qXC6PHM6BF8C